# Legenda mapy

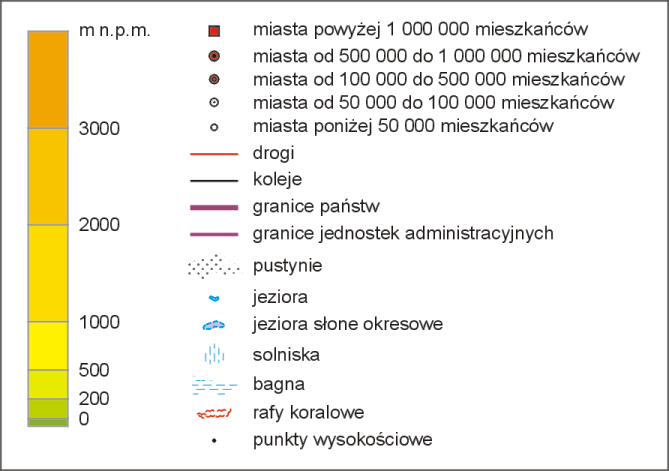
Przykład objaśnienia umownych znaków kartograficznych w legendzie mapy

Legenda mapy - objaśniający tekst dołączony do mapy, zawierający informacje o wykonaniu mapy oraz niezbędny do jej prawidłowego odczytania, opis występujących na niej symboli.
Legenda zawiera następujące elementy:
- tytuł mapy,
- autor lub wydawca,
- rok wydania,
- skala mapy,
- odwzorowanie kartograficzne,
- źródła do opracowania mapy,
- ogół umownych znaków kartograficznych użytych na mapie wraz z ich objaśnieniami,
- orientacja mapy,
- użyte skróty,
- skala barw,
- inne teksty objaśniające mapę.